# Exsolution
L'exsolution est la séparation de constituants initialement dissous dans une phase homogène, en une nouvelle phase dispersée au sein de la phase initiale, dont seule change la composition chimique.
Il peut s'agir :
- à partir d'un liquide homogène (solution liquide) :
  - de la formation de bulles de gaz,
  - de la formation de gouttelettes d'un liquide immiscible,
  - de la formation de cristaux (précipité) ;
- à partir d'un solide homogène (solution solide) :
  - de la formation de bulles de gaz,
  - (rarement) de la formation de gouttelettes de liquide,
  - de la séparation en deux phases solides distinctes.

L'exsolution est généralement une transition du premier ordre qui nécessite une nucléation (la formation de germes, gênée par l'existence d'une énergie interfaciale) et se produit donc avec un certain retard par rapport à la disparition de la stabilité thermodynamique de la phase homogène.
Dans le cas particulier de l'exsolution d'un liquide immiscible (à partir d'un liquide homogène) ou d'une nouvelle phase cristalline (à partir d'un solide homogène), il peut s'agir d'une transition du deuxième ordre qui ne nécessite pas de nucléation et n'est donc limitée que par la cinétique de la diffusion chimique ; on parle alors de décomposition spinodale.
L'exsolution d'une solution solide conduit généralement à la formation de grains de la nouvelle phase isolés les uns des autres quand il s'agit d'une transition du premier ordre, à celle de lamelles (dites lamelles d'exsolution) quand il s'agit d'une décomposition spinodale.